# Матріархат
Матріарха́т (лат. mater і грец. άρχη, «влада матері», також матріархальна система, устрій, лад) — суспільний устрій, де домінують жінки в сім'ї, суспільстві, державі. У гуманітарно-суспільних науках система відносин, у якій жінка відігравала б таку роль. 

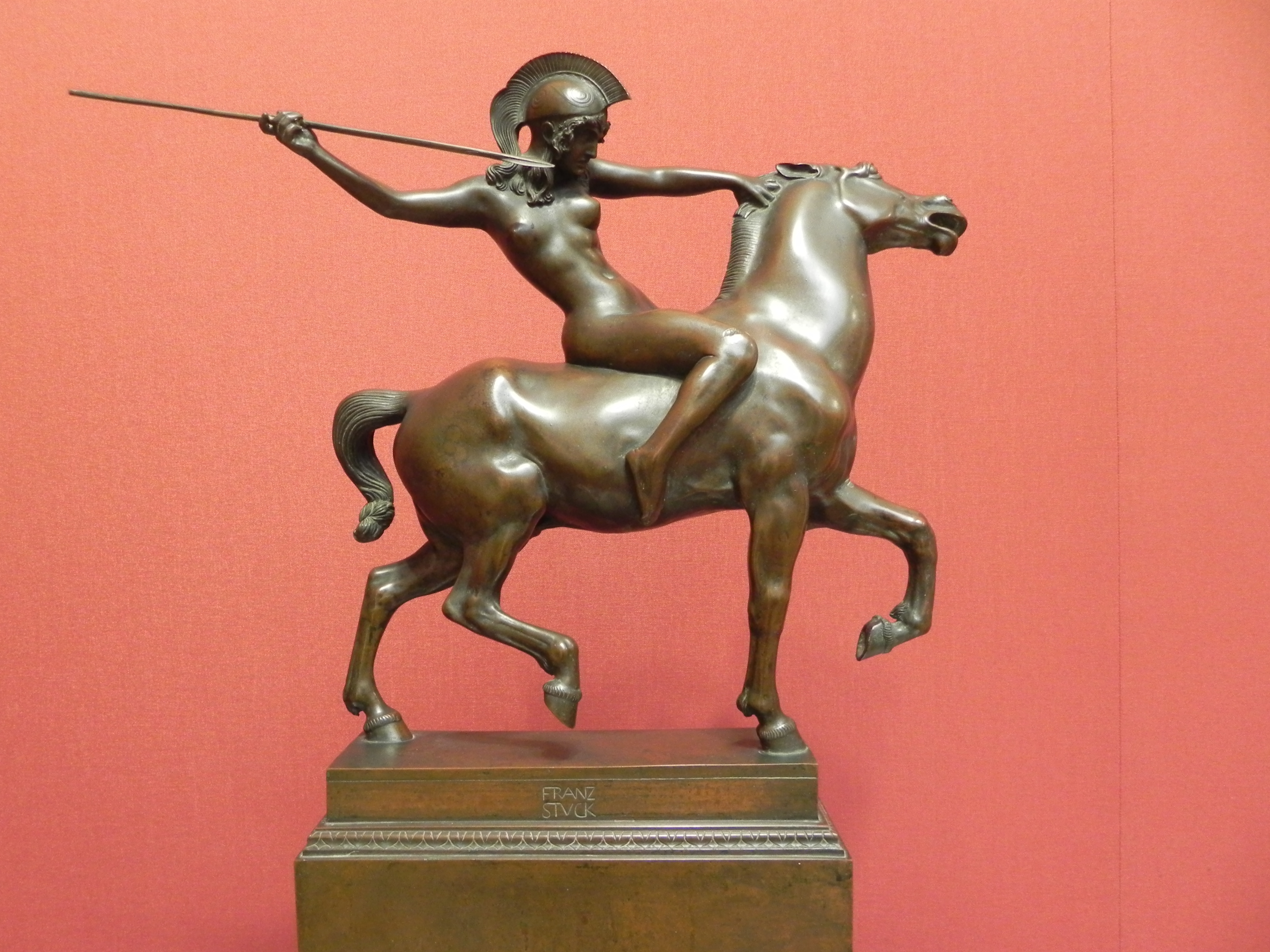
Амазонка, жінка-воїтелька — один із символів матріархального суспільства.

За застарілими гіпотезам, був характерний для первісного суспільства, у розвинених соціумах поступився патріархату. Згідно з численними науковими працями, зокрема в царині жіночої історії та гендерних студій, в історії людства не доведено жодного достовірно відомого з яких-небудь надійних джерел матріархального суспільства.

## Соціологічний вимір
Матріархат — це соціальна система, в якій жінки займають основні владні позиції в ролі політичного керівництва, морального авторитету в створенні соціальних привілеїв, сімейних відносинах та контролю над власністю, при конкретному виключенні чоловіків, принаймні в значній мірі. Це поняття застосовуються в англійській мові загально, проте, деякі визначення, специфічні для дисциплін антропології та фемінізму, у деяких відношеннях відрізняються за трактуванням.
Матріархат можуть плутати з матрилінійними, матрилокальними та матрифокальними суспільствами. Існують мало поширені погляди, що будь-яка непатріархальна система має бути матріархальною, що охоплює гендерно рівноправні системи (наприклад, Пеґґі Рівз Сандай сприяє переосмисленню та повторному введенню слова «матріархат», особливо стосовно сучасних матрилінійних громад, таких як мінангкабау в Індонезії), але більшість академічних вчених строго відрізняють їх від власне матріархальних.
Більшість антропологів стверджують, що не існує відомих антропологічних суспільств, однозначно матріархальних, але дехто вважає, що існують або можуть існувати винятки.

## Феміністичний вимір
Матріархальна утопія широко досліджувалась феміністичною науковою фантастикою, феміністичною літературою загалом. 
За словами Тінеке Віллемсен «Це феміністична утопія, буде описано місця, де жінки хотіли б жити… тип феміністичних утопій, один із поглядів від феміністок, які підкреслюють відмінності між жінками та чоловіками. Вони схильні сформулювати свій ідеальний світ з точки зору суспільства, де жіночі позиції кращі, ніж чоловічі. Існують різні форми матріархату або навіть утопія, яка нагадує грецький міф про амазонок…». Вона розвинула кілька сучасних утопій, в яких жінки є абсолютними автократками.
В сучасній теорії фемінізму поняття матріархату є одним з варіантів зміни сучасної соціальної моделі, особливо яскраво прописано у радикальному та лесбійському сегменті фемінізму через практики відособлення від чоловіків та скорочення взаємодій з ними (лесбійський сепаратизм), а також через здобуття жінками реальної політичної влади та розширення прав (від суфражизму до гендерних квот).

## Історія
За раннього матріархату (палеоліт і ранній неоліт) основними заняттями населення були збиральництво, мисливство та примітивне рибальство, причому збиральництвом займалися жінки, мисливством — чоловіки, а рибальством — одні й другі. Це було основою для рівноправного становища жінки й чоловіка в суспільстві. Розвинутий матріархат характеризувався високим становищем жінки в суспільстві. Основними галузями господарства було мотичне землеробство, досить розвинуте рибальство, розведення свійських тварин.
Осередком матріархального суспільства була материнська сім'я — велика група (200—300 людей) близьких родичів по жіночій лінії. Найстаршою у сім'ї була старша жінка (або бабуся), тому що діти кожного покоління не знали свого батька і жили без нього. Ці сім'ї були господарськими одиницями. З них складався материнський рід, який колективно володів родовою общинною землею. На чолі материнського роду була старша жінка старшої в роді сім'ї. В межах свого роду заборонялося одружуватися, тому рід був пов'язаний шлюбними відносинами з іншим родом (так звана дуальна екзогамія). Згодом дуальна організація (зародок племені) переросла у фратріальну (поділ племені на дві половини, що складалися кожна з кількох родів-фратрій, між якими були заборонені шлюбні відносини). Спочатку чоловік і жінка жили кожний у своєму роді (дислокальне поселення), зберігався груповий шлюб. Кровна спорідненість ішла по лінії матерів, біля яких групувалися діти. З розвитком матріархального роду дислокальні поселення замінювалися матрилокальними.
Подальший розвиток продуктивних сил зумовив перехід до патріархальної організації родового суспільства, у той час виник парний шлюб.